# رایگان‌سواری

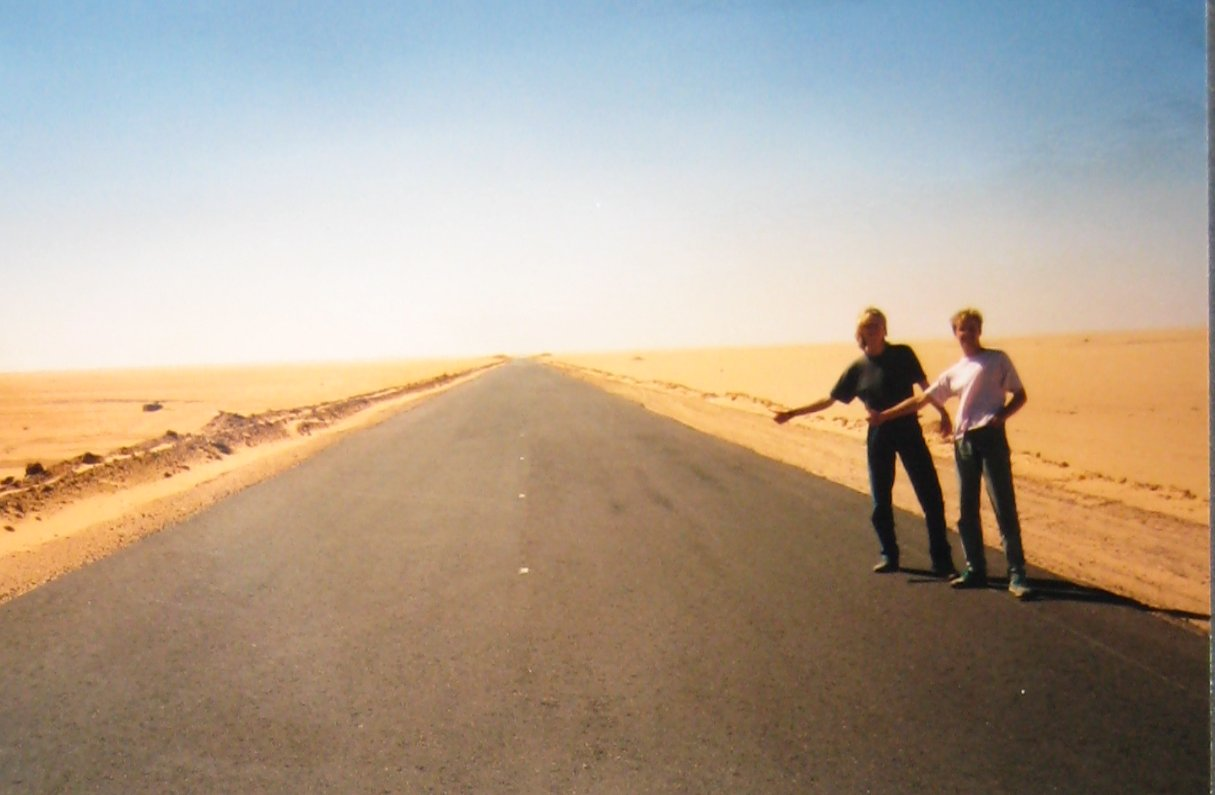
اتو استاپ زدن در مناطق کم جمعیت متداول است

رایگان‌سواری یا اتوستاپ (به فرانسوی: Auto-stop) یا هیچ‌هایکینگ (به انگلیسی: Hitchhiking) که علامت آن با انگشت شست است و در این روش فرد هیچ‌هایکر از یک خودرو‌ یا هر وسیله نقلیه ای که در حال گذر است درخواست سواری مجانی میکند تا بتواند بدون پرداخت هزینه به سفر خود ادامه دهد.
هیچ‌هایکینگ نوعی مسافرت رایگان است که فرد مسافر معمولاً با ایستادن کنار جاده و نشان دادن انگشت شست یا اشارات مختلف خواهان آن می‌شود تا رانندگانی که مایل به سوار کردن او باشند توقف کنند و اگر مسیرشان باهم یکی باشد او را سوار کنند. این مسافرت ممکن است کوتاه‌مدت یا بلند‌مدت باشد.
بسیاری از افراد مختلف این کار را انجام می‌دهند ولی همه موفق نیستند. شما باید نشان دهید که می‌خواهید سوار ماشین بشوید و باید ژست بگیرید. این ژست گرفتن چند روش دارد:
در آمریکای شمالی یک ژست معمولی هست که به ماشین عبوری انگشت شست را نشان می‌دهند و ماشین هم می‌ایستد و مسافر را سوار می‌کند. در بخش‌های دیگر جهان نیز این روش شایع است که به صورت معمولی می‌ایستند و انگشت شست را به سمت مقصد اشاره می‌کنند و همزمان دست دیگر را به سمت پایین تکان می‌دهند. البته این نوع فرهنگ تا حدودی نشان می‌دهد که اتو استاپ زدن در کشورها و نقاط مختلف با هم کمی فرق دارد. بهتر است اسم شهری که می‌خواهید به آن بروید را هم روی یک کاغذ درشت بنویسید که اگر مسیر راننده به آن شهر می‌خورد برای شما توقف کند.

دو علامت برای نشان دادن منع درخواست سفر مفتی

## وضعیت قانونی
به دلیل خطرات احتمالی، در برخی کشورها رایگان‌سواری ممنوع می‌باشد و حتی در برخی از جاده‌ها تابلوهایی مبنی بر ممنوعیت این عمل نصب شده است که در صورت درخواست سفر رایگان در این مسیرها، ممکن است فرد جریمه شود.